# 마칸루시섬
마칸루시섬(러시아어: о.Маканруши, 일본어: 磨勘留島 마칸루토[*])는 쿠릴 열도의 북부에 위치한 섬이다.
길이는 남쪽과 북쪽이 약 10 km, 넓이가 약 7 km 남짓하다. 지세는 험하고 해안은 단조로우며, 중앙에는 1,168m의 휴화산이 있다. 일본이 지배했을 때는 홋카이도 슈무슈군에 속한 섬이었다. 현재는 러시아의 사할린주에 속해 있다.
마칸루시 섬의 서쪽 바다에 아보스라고 불리는 삼각형의 바위섬이 있다. 높이 대략 35m인데, 멀리서 바라보면 마치 배가 떠 있는 것처럼 보인다.(쿠릴아이누어 Хaиноко(하이노코)라고 부르고 있었다.)